# Guignemicourt
Guignemicourt és un municipi francès situat al departament del Somme i a la regió dels Alts de França. L'any 2007 tenia 243 habitants.

## Demografia

### Població

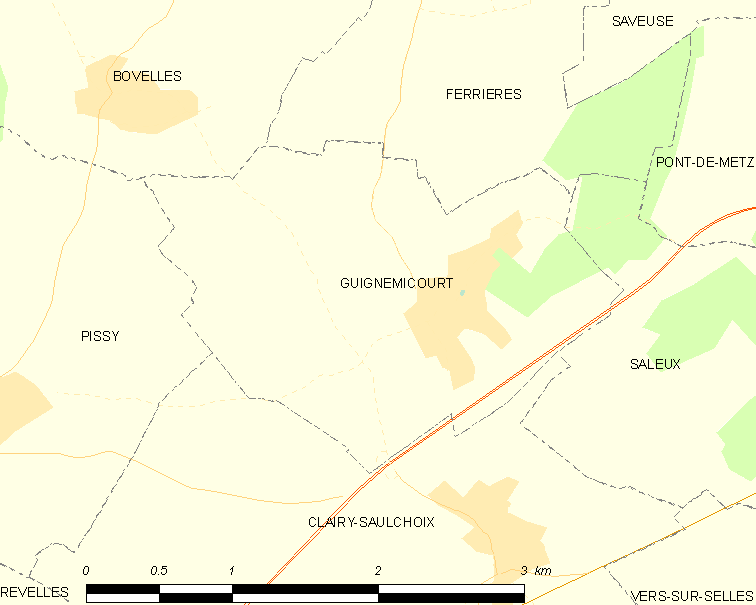
mapa del municipi

El 2007 la població de fet de Guignemicourt era de 243 persones. Hi havia 96 famílies de les quals 20 eren unipersonals (12 homes vivint sols i 8 dones vivint soles), 20 parelles sense fills, 40 parelles amb fills i 16 famílies monoparentals amb fills.

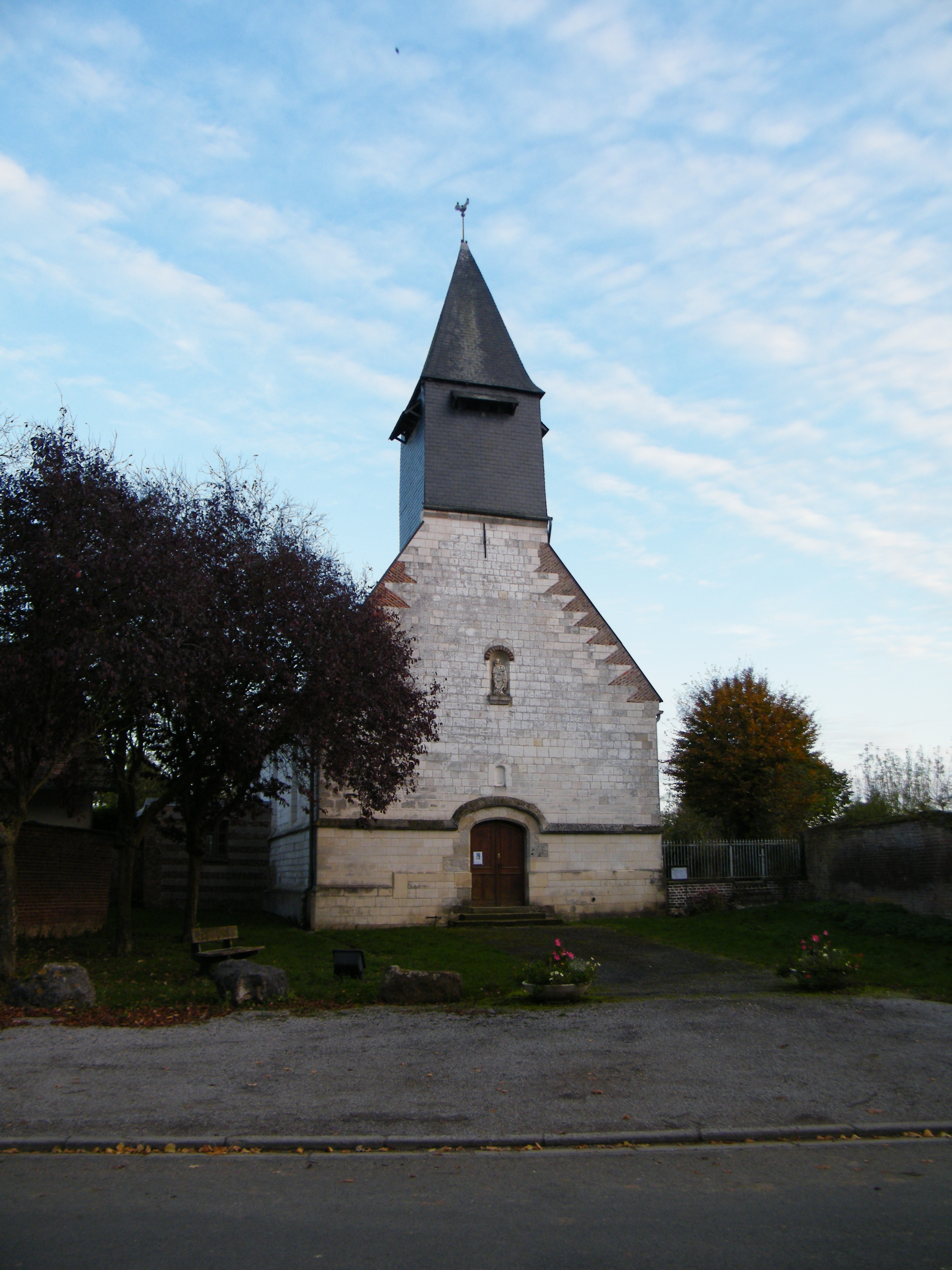
església

La població ha evolucionat segons el següent gràfic:
Habitants censats

### Habitatges
El 2007 hi havia 104 habitatges, 93 eren l'habitatge principal de la família, 2 eren segones residències i 9 estaven desocupats. Tots els 102 habitatges eren cases. Dels 93 habitatges principals, 83 estaven ocupats pels seus propietaris, 6 estaven llogats i ocupats pels llogaters i 4 estaven cedits a títol gratuït; 1 tenia dues cambres, 7 en tenien tres, 18 en tenien quatre i 67 en tenien cinc o més. 70 habitatges disposaven pel capbaix d'una plaça de pàrquing. A 28 habitatges hi havia un automòbil i a 56 n'hi havia dos o més.

### Piràmide de població
La piràmide de població per edats i sexe el 2009 era:
| Homes | Edats   | Dones |
| ----- | ------- | ----- |
| 0     | 95 o +  | 0     |
| 0     | 90 a 94 | 0     |
| 0     | 85 a 89 | 4     |
| 0     | 80 a 84 | 0     |
| 12    | 75 a 79 | 4     |
| 0     | 70 a 74 | 4     |
| 8     | 65 a 69 | 8     |
| 0     | 60 a 64 | 0     |
| 0     | 55 a 59 | 8     |
| 24    | 50 a 54 | 16    |
| 8     | 45 a 49 | 8     |
| 4     | 40 a 44 | 12    |
| 8     | 35 a 39 | 8     |
| 4     | 30 a 34 | 12    |
| 4     | 25 a 29 | 4     |
| 4     | 20 a 24 | 4     |
| 0     | 15 a 19 | 12    |
| 0     | 10 a 14 | 8     |
| 20    | 5 a 9   | 8     |
| 0     | 0 a 4   | 8     |

## Economia

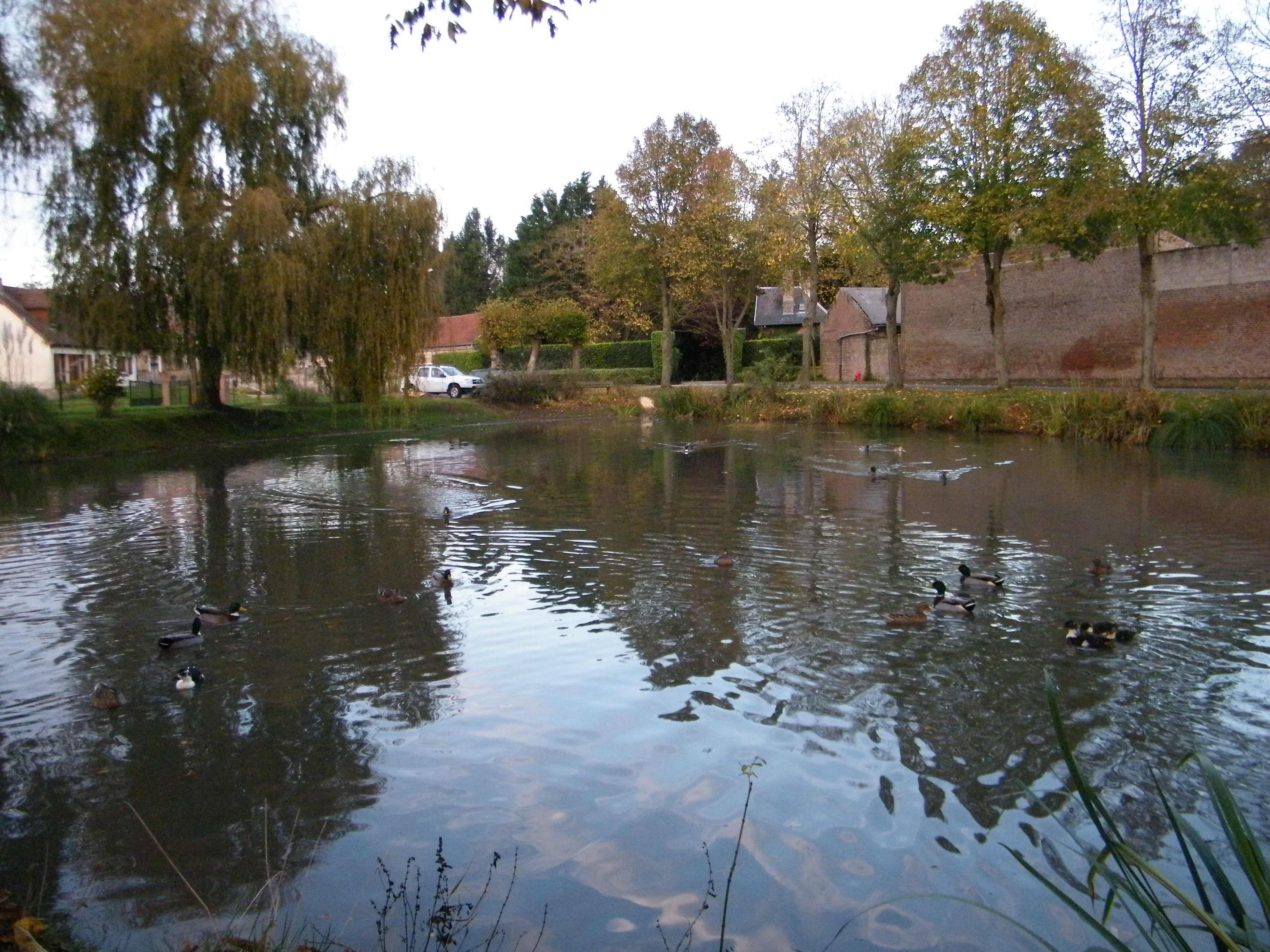

El 2007 la població en edat de treballar era de 169 persones, 125 eren actives i 44 eren inactives. De les 125 persones actives 113 estaven ocupades (57 homes i 56 dones) i 12 estaven aturades (7 homes i 5 dones). De les 44 persones inactives 16 estaven jubilades, 15 estaven estudiant i 13 estaven classificades com a «altres inactius».

### Ingressos
El 2009 a Guignemicourt hi havia 95 unitats fiscals que integraven 255,5 persones, la mediana anual d'ingressos fiscals per persona era de 23.160 €.

### Activitats econòmiques
Dels 2 establiments que hi havia el 2007, 1 era d'una empresa immobiliària i 1 d'una entitat de l'administració pública.
L'únic servei als particulars que hi havia el 2009 era una agència immobiliària.
L'any 2000 a Guignemicourt hi havia 9 explotacions agrícoles.

## Equipaments sanitaris i escolars
El 2009 hi havia una escola maternal integrada dins d'un grup escolar amb les comunes properes formant una escola dispersa.

## Poblacions més properes
El següent diagrama mostra les poblacions més properes.